# Угор (Верхошижемский район)
Угор — деревня в Верхошижемском районе Кировской области, административный центр Угорского сельского поселения. 

## География
Находится на расстоянии примерно 21 км на восток-северо-восток от районного центра посёлка Верхошижемье. 

## История
Деревня была основана в 1740-х годах. По сведениям 1758 года починок Новосёловский состоял из 2-х дворов, в 1764 году 29 жителей. В 1873 году в займище Новоселовском (У Гор) было учтено дворов 17 и жителей 118, в 1905 20 и 110, в 1926 (починок Угор или Новоселовский) 24 и 134, в 1950 19 и 70. В 1989 году проживало 584 жителей, свезенных, видимо, с окрестных деревень в рамках политики «ликвидации неперспективных деревень». Окончательно нынешнее название утвердилось с 1939 года.

## Население
Постоянное население  составляло 472 человека (русские 92%) в 2002 году, 426 в 2010.